# Metalocerus becvari
Metalocerus becvari är en skalbaggsart som beskrevs av Karl Adlbauer 1999. Metalocerus becvari ingår i släktet Metalocerus och familjen långhorningar.
Artens utbredningsområde är Zimbabwe. Inga underarter finns listade i Catalogue of Life.